# Blaberoidea
Blaberoidea är en överfamilj av kackerlackor. Blaberoidea ingår i ordningen kackerlackor, klassen egentliga insekter, fylumet leddjur och riket djur. Enligt Catalogue of Life omfattar överfamiljen Blaberoidea 3522 arter. 
Kladogram enligt Catalogue of Life:
| Blaberoidea | \| \| jättekackerlackor \| \| \| \| \| \| småkackerlackor \| \| \| \| |
|             | \| \| jättekackerlackor \| \| \| \| \| \| småkackerlackor \| \| \| \| |
|             | jättekackerlackor                                                     |
|             |                                                                       |
|             | småkackerlackor                                                       |
|             |                                                                       |
|             | storkackerlackor                                                      |
|             |                                                                       |
|             | Cryptocercidae                                                        |
|             |                                                                       |
|             | Polyphagoidea                                                         |
|             |                                                                       |
|             | jättekackerlackor                                                     |
|             |                                                                       |
|             | småkackerlackor                                                       |
|             |                                                                       |

|  | jättekackerlackor |
|  |                   |
|  | småkackerlackor   |
|  |                   |